# Robert Solow
Robert Merton Solow (født 23. august 1924 i Brooklyn, død 21. december 2023) var en amerikansk økonom. Han var professor emeritus ved MIT. Han modtog i 1961 John Bates Clark-medaljen, der gives til den amerikanske økonom under 40 år, som vurderes at have ydet det vigtigste bidrag til økonomisk tankegang og viden, og i 1987 Nobelprisen i økonomi for sine banebrydende bidrag til teorierne om økonomisk vækst. Han beskæftigede sig i sin forskning med forskellige makroøkonomiske emner og betragtes som keynesiansk inspireret, hvad angår konjunkturteori, men er primært kendt for sit arbejde med økonomiens udvikling på meget lang sigt, dvs. vækstteori. Her ligger hans forskning inden for, hvad der ofte betegnes som neoklassisk vækstteori.
Robert Solow deltog, selv i en høj alder, aktivt i den økonomiske debat, både blandt fagøkonomer og i offentligheden. Han indgik eksempelvis i november 2013 i styringsgruppen for den nystiftede tænketank Washington Center for Equitable Growth.
I november 2014 blev Solow tildelt den amerikanske hædersbevisning Presidential Medal of Freedom, en af de højeste civile udmærkelser i USA, der gives til personer, der yder særlig prisværdige bidrag til samfundet.

## Baggrund
Robert Solow var søn af indvandrere. Han klarede sig godt i skolen og fik allerede som 16-årig et stipendium til at studere på Harvard. Afbrudt af tre års soldatertjeneste i 2. verdenskrig færdiggjorde han sine studier, blandt andet som student og forskningsassistent hos Wassily Leontief. Han blev adjunkt på MIT i 1950 og arbejdede der lige siden, fra 1958 som professor, kun afbrudt af et job som seniorøkonom i det amerikanske Council of Economic Advisers 1961-63. På MIT fik han kontor ved siden af Paul Samuelson, med hvem han i næsten 40 år dagligt talte om alt: "økonomi, politik, vores børn, kål og konger".

## Forskning
Solows banebrydende vækstmodel, der stadig er udgangspunktet for undervisningen i vækstteori på de fleste universiteter verden over, viser, hvordan økonomisk vækst kan fremkomme som følge af voksende arbejdsstyrke, kapitalakkumulation (investeringer) og teknologiske fremskridt. Solow offentliggjorde sit arbejde i to artikler i 1956 og 1957. Modellen er kendt som Solow-modellen, somme tider kaldt Solow-Swan-modellen, idet Trevor M. Swan uafhængigt af Solow offentliggjorde en tilsvarende model i "The Economic Record" i 1956. Ved brug af sin model beregnede Solow, at omkring 80 % af væksten i amerikansk BNP pr. indbygger skyldtes teknologiske fremskridt.
Solow var også den første, der udviklede en vækstmodel med kapital af forskellige årgange. Ideen bag Solows årgangskapitalmodel er, at ny kapital er mere værdifuld end gammel kapital, fordi ny kapital fremstilles ved hjælp af nyere og derfor bedre teknologi, som er indbygget i den pågældende maskine eller tilsvarende (f.eks. er kulkraftværker, der bygges i dag, mere energieffektive end mange eksisterende, ældre kulkraftværker).
Solow lagde også navn til Solow-residualen: I et såkaldt vækstregnskab kan man empirisk dekomponere den økonomiske vækst i et land i en given periode i bidrag fra de enkelte produktionsfaktorer som kapital og arbejdskraft af forskellige typer (f.eks. uddannelsesniveauer). Der bliver dog typisk en betydelig uforklaret andel tilbage. Det er Solow-residualen, der ofte bliver udlagt som virkningen af generelle teknologiske fremskridt - eller, med Solows egne ord: "Summen af alt det, vi ikke ved".
Solow bidrog desuden til teorierne om den økonomiske væksts afhængighed af ikkefornybare naturresurser som kul og olie.

## Solow-modellen og andre vækstmodeller
Solows model kom i vidt omfang til at afløse den tidligere udbredte Harrod-Domar-vækstmodel. I Harrod-Domar-modellen er der ikke substitutionsmuligheder mellem arbejdskraft og kapital i produktionsfunktionen, hvilket bl.a. medfører, at der kun ved et tilfælde vil være fuld kapacitetsudnyttelse. Harrod-Domar-modellen spåede derfor, at en voksende økonomi nemt kan medføre permanent stigende arbejdsløshed. Det samme er ikke tilfældet i Solows vækstmodel, fordi virksomhederne kan vælge mellem enten relativt arbejdskraftintensiv produktion eller det modsatte, alt efter udbuds- og efterspørgselsforholdene for de forskellige produktionsfaktorer.
Solows model dominerede sammen med den lidt mere avancerede Ramsey-model (navngivet efter Frank Ramsey) økonomisk vækstteori i mange år. I Ramsey-modellen er opsparingskvoten ikke konstant i modsætning til i Solow-modellen, men derimod bestemt inden for modellens rammer af renten og aktørernes præferencer. I slutningen af 1980'erne skete der dog en revolution inden for økonomisk vækstteori, da den såkaldte endogene vækstteori (eller moderne vækstteori) voksede frem. Den betragter i modsætning til Solow- og Ramsey-modellen ikke de teknologiske fremskridt som en eksogent givet konstant, men graver et spadestik dybere og forsøger at forklare fænomener som forskning og dannelse af ny viden inden for rammerne af en økonomisk model. Her har bl.a. økonomer som Robert Lucas og Paul Romer leveret vigtige tidlige bidrag.

## Citater fra Solow
Robert Solow er kendt for ikke bare at være en dygtig forsker, men også for at have leveret mange fyndige og somme tider humoristiske citater i tidens løb. Nogle eksempler er:
- "You can see the computer age everywhere but in the productivity statistics."[6]
- "There is no evidence that God ever intended the United States of America to have a higher per capita income than the rest of the world for eternity."[7]
- "Everything reminds Milton Friedman of the money supply. Well, everything reminds me of sex, but I try to keep it out of my papers."